# Svátek Křtu Páně
Svátek Křtu Páně připomíná křest Ježíše Krista v řece Jordán prorokem Janem Křtitelem. Tímto svátkem končí Vánoce a začíná liturgické mezidobí.
Původně se svátek slavil 13. ledna, kteréžto datum zůstává závazné pro slavení tradiční liturgie. V roce 1970 jej Pavel VI. přesunul na neděli po slavnosti Zjevení Páně, tedy po 6. lednu. Svátek Svaté rodiny, který se v tento den slavil dříve, byl touž reformou přesunut na neděli v oktávu Narození Páně. Liturgická barva je bílá. 